# It’s You (Duck Sauce-dal)
Az It's You című dal az amerikai Duck Sauce zenekar 2013. június 25-én megjelent kislemeze, mely a Quack című stúdióalbum kimásolt kislemeze. A dal klipje ugyanezen a napon került fel a YouTube-ra, viszont a dal egy hosszabb változata szerepel a stúdióalbumon. A dal a Belga Flanders lista 46. helyéig jutott, valamint a szintén Belga Wallonia kislemezlista 19. helyezettje volt. A dal Franciaországban 47. helyezést érte el.  A dal eredeti hangmintái Bruce Patch It's You című dalából származnak.

## Videóklip
A dal videóklipje 2013. június 25-én került fel a duó Vevo csatornájára. A video egy fodrászüzletben készült, ahol a hajak, és a szemgolyó felveszik a zene ritmusát, majd hamarosan az egész szalon átváltozik egy discová. A végén egy afro frizurából diszkógömb emelkedik ki. A klip jelölve volt a 2013-as MTV legjobb vizuális klip kategóriájában, de végül nem lett helyezett.

## Megjelenések
CD Maxi  Casablanca - none
1. It's You (DJ Snake Remix) 5:37 Remix – DJ Snake
2. It's You (Pascal & Pearce Remix) 5:02 Remix – Pascal & Pearce
3. It's You (Chris Lake Remix) 4:42 Remix – Chris Lake
4. It's You (Suicide Kings Remix) 4:11 Remix – Suicide Kings
5. It's You (Ridiculous Mix) 3:55 Remix – Ridiculous
6. It's You (Lil Texas Remix) 2:57 Remix – Lil Texas
7. It's You (Gregor Salto Remix) 3:10 Remix – Gregor Salto
8. It's You (Original Mix) 2:58
9. It's You (Radio Edit) 2:44

## Slágerlista
| Slágerlista (2013)                        | Legjobb helyezések |
| ----------------------------------------- | ------------------ |
| Belgium (Ultratip Flanders)               | 46                 |
| Belgium (Ultratip Wallonia)               | 19                 |
| Franciaország (Single Top 100)            | 47                 |
| US Hot Dance/Electronic Songs (Billboard) | 21                 |
| US Hot Dance Club Songs (Billboard)       | 6                  |

## Megjelenések a világban
| Régió                     | Dátum            | Label               | Formátum                        | Katalógus szám |
| ------------------------- | ---------------- | ------------------- | ------------------------------- | -------------- |
| Amerikai Egyesült Államok | 2013. június 25. | Republic Casablanca | Digitális letöltés (dal)        | —              |
| Amerikai Egyesült Államok | 2013. július 28. | 3 Beat              | Digitális letöltés (remixes EP) | 3BEAT143D      |